# إندوثال
إندوثال هو حمض عضوي له الصيغة الكيميائية الداخلية C8H10O5، ولكنه يستخدم كملح ثنائي البوتاسيوم أو ملح أحادي النيتروجين ثنائي ميثيل ألكيل أمين.
يرتبط مركب الإندوثال كيميائيًا بمركب الكانثاريدين من حيث أن كلا المركبين عبارة عن مثبطات للبروتين فوسفاتاز 2أ.

## الاستخدام
يُستخدم مركب الإندوثال  كمبيد أعشاب لكل من النباتات الأرضية والمائية حيث يُستخدم كمبيد للأعشاب المائية للنباتات المائية المغمورة والطحالب في البحيرات والبرك وقنوات الري. كما يُمكن استخدامه كمجفف في محاصيل البطاطس، والجنجل، والقطن، والبرسيم، ويُستخدم أيضًا كمبيد حيوي لمكافحة الرخويات والطحالب في أبراج التبريد.

## التأثيرات الصحية والبيئية
تعتبر وكالة حماية البيئة الأمريكية مركب الإندوثال آمنا في مياه الشرب حتى مستوى 0.1 ملليغرام/لتر (100 جزء في البليون) بحد أقصى، ويصبح بعد هذا الحد ملوثًا لمياه الشرب. وقد يعاني بعض الأشخاص الذين يشربون مياه ملوثة بالداخل فوق الحد الأقصى لمستوى الملوثات الذي حددته وكالة حماية البيئة لسنوات عديدة من مشاكل في المعدة أو الأمعاء.